# Геологія Іспанії
Геологічна будова Іспанії.
Гол. місце в геологічній будові І. займають протерозойські і палеозойські складчасті комплекси Месети, що є зах. ланкою герцинських споруд Європи. У Месеті виділяються 3 тектонічні зони. Північна (Кантабрійські та Іберійські гори) виникла на місці геосинклінального прогину, виконаного потужними теригенними осадами раннього палеозою, карбонатно-теригенними відкладами сер. палеозою і (в Астурійському бас.) вугленосною товщею карбону. Складчастість і насуви датуються до кінця карбону (астурійська фаза). 
Центр. зона, що простягається через Галісію і Кастилію, пов'язана з древнім геоантиклінальним підняттям, прорваним гранітами. Південна (геосинклінальна) зона (Сьєрра-Морена) складена переважно продуктами підводного вулканізму основного складу і ґраувакками. На прогин Ебро з півночі насунені мезозойсько-нижньопалеогенові, в осн. флішеві, товщі півд. крила Піренеїв. Їх осьова зона, що межує з Францією, складена метаморфізованими гірськими породами палеозою і гранітами герцинського періоду. 
Древні вивержені породи ранніх магматичних циклів представлені граніто-гнейсами, ортогнейсами,  мігматитами,  рідше – амфіболітами. 
Найбільш широко виявлені останні цикли, з якими пов'язані численні інтрузії. З альпійською складчастістю асоціюють в осн. інтрузії лужного і сублужного складу – сієніти, нефелінові сієніти, кварцові діорити і габро.